# Stanley Love
Stanley Glen Love (San Diego, 8 juni 1965) is een Amerikaans voormalig ruimtevaarder. Love zijn eerste en enige ruimtevlucht was STS-122 met de spaceshuttle Atlantis en begon op 7 februari 2008. Tijdens de missie werd de Europese Columbus-module naar het Internationaal ruimtestation ISS gebracht.
Love maakte deel uit van NASA Astronautengroep 17. Deze groep van 32 ruimtevaarders begon hun training in 1998 en had als bijnaam The Penguins.
Tijdens zijn missie maakte hij twee ruimtewandelingen. In 2011 verliet hij NASA en ging hij als astronaut met pensioen.